# Collège Mignet
Le collège Mignet, est un établissement français d'enseignement, situé dans le quartier Mazarin au 41 rue Cardinale à Aix-en-Provence et nommé en l'honneur de François-Auguste Mignet. Il s'agit d'un ancien couvent transformé en collège, appelé Couvent des Bénédictines et couvent des Ursulines.

## Histoire
Le collège royal, dont la construction avait été autorisée par le roi Henri IV en 1603, fut administré par des ordres religieux jusqu'à la Révolution : les Jésuites de 1621 à 1773, puis les Pères Doctrinaires jusqu'en 1790 et leur expulsion. Le 7 ventôse An III, le collège disparaît. Il rouvre en 1805 puis devient un collège en 1810. Durant la Restauration, il se nomme « Collège Bourbon ».
La ville d'Aix achète leurs bâtiments aux Ursulines en 1812 (partie nord est). Elle acquiert en 1878 la partie abandonnée par les Visitandines (partie sud ouest) et vote la transformation du collège en lycée dans sa délibération du 24 juin 1879. Le 4 septembre 1880, le président de la République Jules Grévy signe le décret mais l'inauguration n'aura lieu que le 16 avril 1890 sous la présidence de Sadi Carnot après de longs travaux.
L'ouverture en 1976 du lycée Zola retransforme Mignet en collège.

## Descriptif du bâtiment
L’actuelle façade de la rue Cardinale  au nord résulte de la réunion des bâtiments des Ursulines (partie est et nord, ou couvent des Endrettes) et des Bénédictines (couvent possédé par les Visitandines). Le monument fait l'objet d’une inscription partielle et d'un classement partiel au titre des monuments historiques depuis 1991. Les parties classées sont l'ancienne entrée du couvent des  Bénédictines (façade sud et est actuelles du bâtiment) et le grand escalier d’honneur.

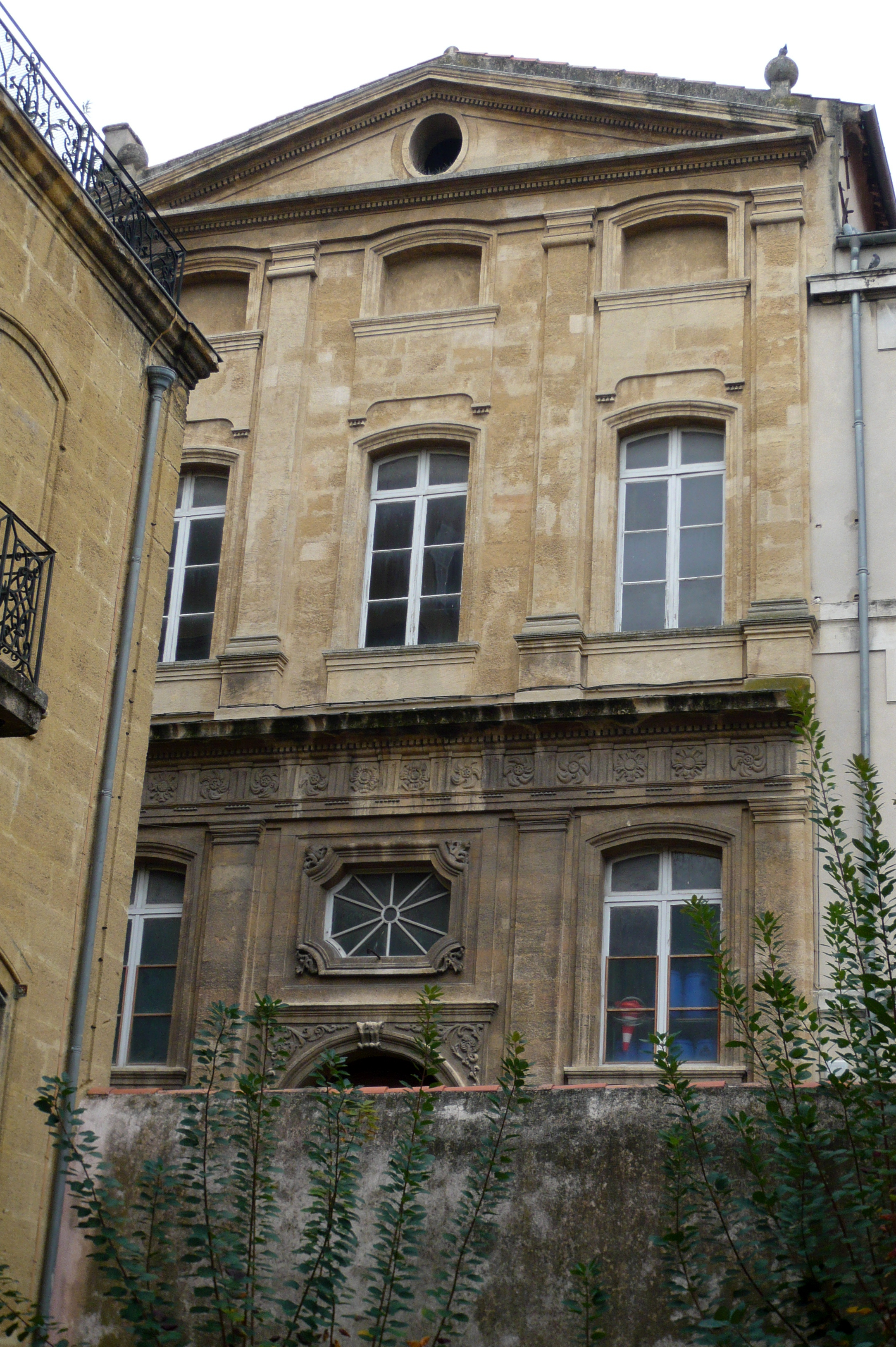
Chapelle des Andrettes.

Le fronton est du bâtiment, donnant sur la cour, est remarquable, ainsi que le cloître, les salles de musique, le bureau du Principal et les anciennes chapelle des Ursulines (en l'état,) et des Bénédictines ( séparée actuellement en deux niveaux dont la salle de danse). La pierre calcaire de la région leur donne une chaleur et un caractère particulier.

## Personnalités liées à l'établissement

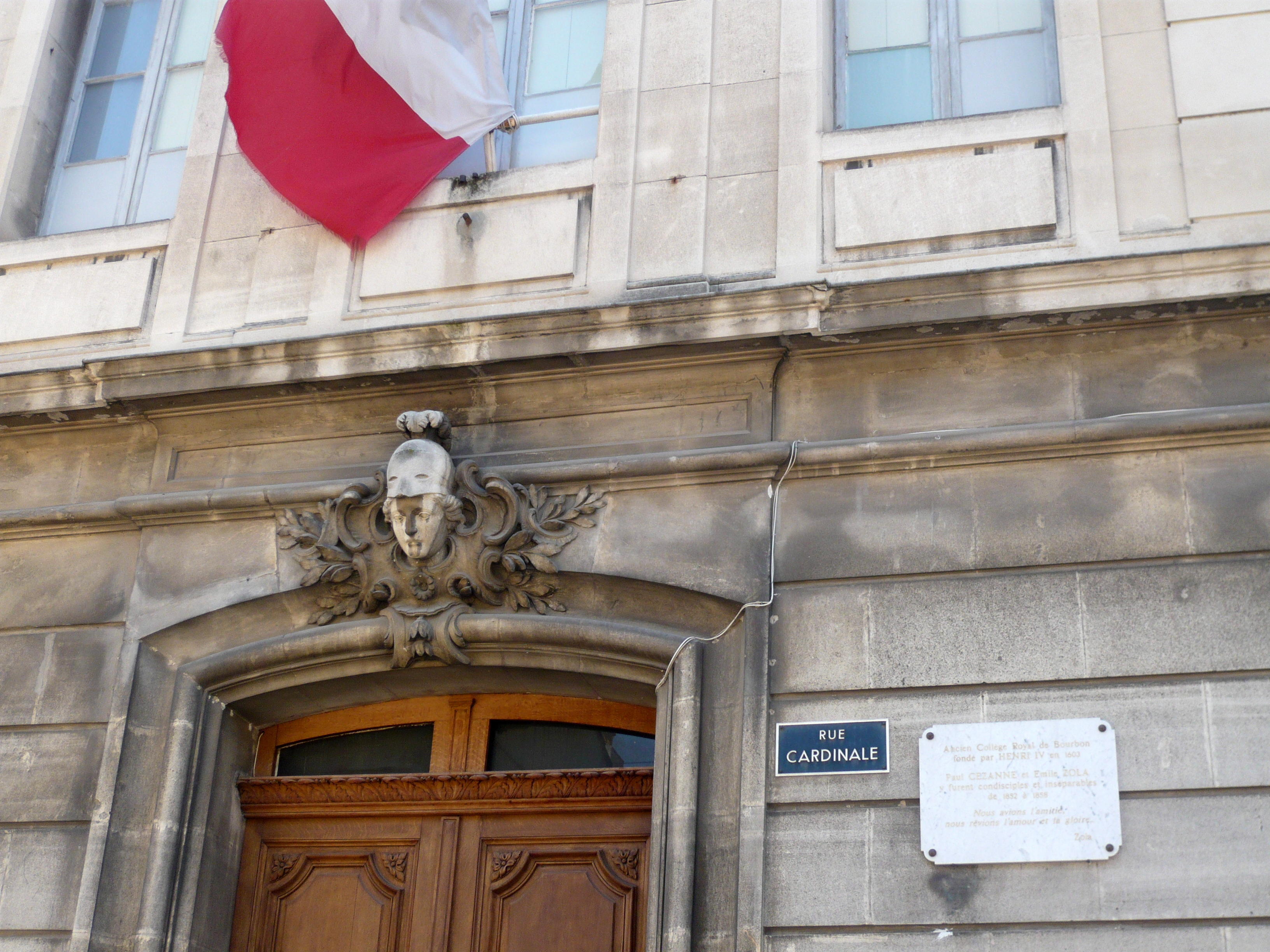
Détail d'une des plaques sur la façade.

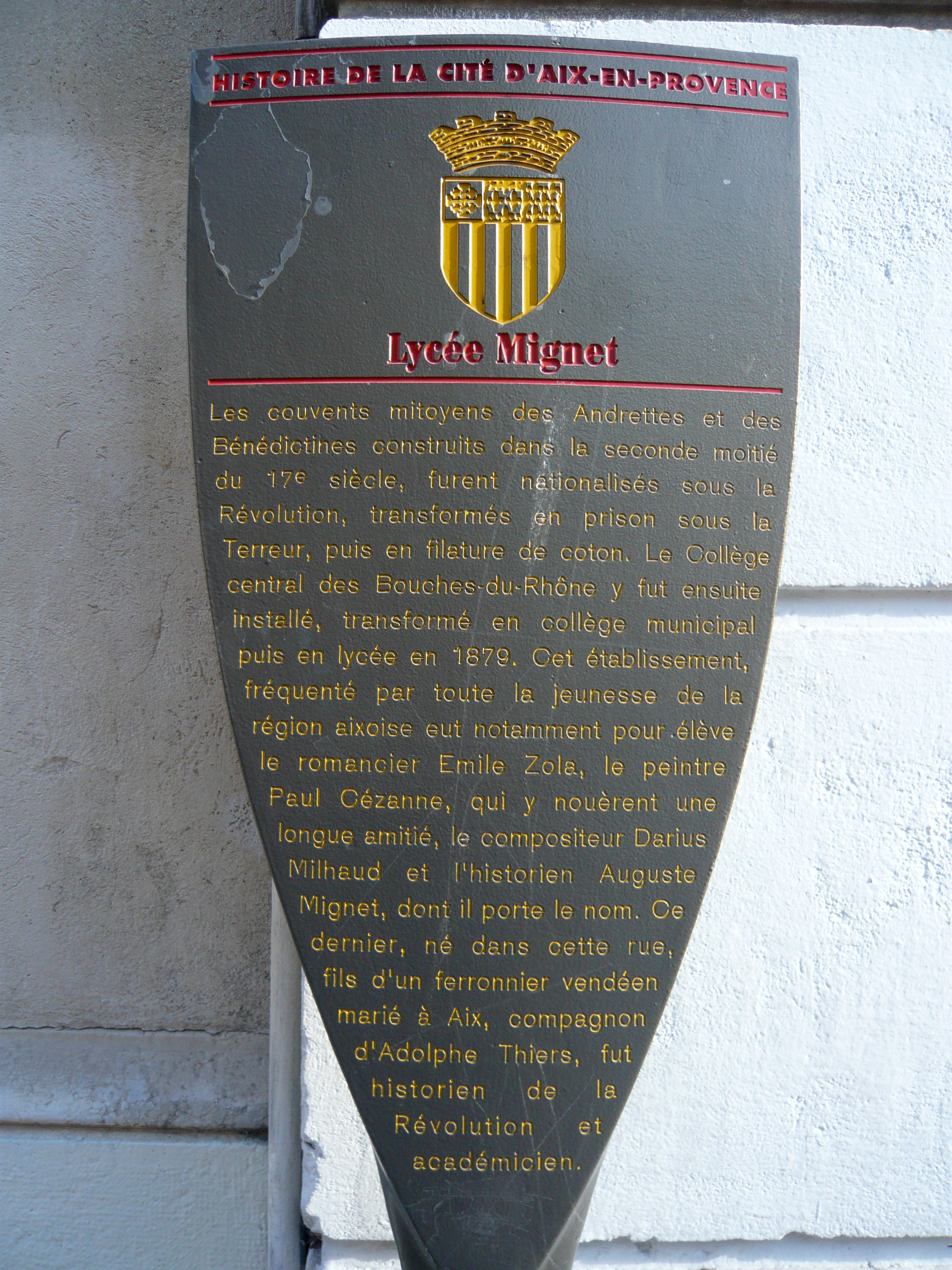
Panneau historique.

### Élèves
- Jean-Baptistin Baille, scientifique
- Paul Cézanne[5], peintre
- Darius Milhaud, compositeur
- Émile Ripert (1882-1948), homme de lettres et félibre
- Paul Veyne[6], historien
- Émile Zola[7], écrivain

### Enseignants et surveillants
- Maurice Blondel (1861-1949), philosophe, qui y fut professeur de philosophie (1886-1889).
- Albert Cassagne (1869-1916), écrivain et professeur de lettres au lycée (1897-1899). Son nom est inscrit au Panthéon parmi les 560 écrivains morts au combat pendant la Première Guerre mondiale.
- Marcel Pagnol (1895-1974), écrivain, qui fut répétiteur d'anglais.